# Bình Trấn
Bình Trấn (tiếng Trung: 平鎮; bính âm: Píngzhèn) là một thành phố thuộc huyện Đào Viên, tỉnh Đài Loan, Trung Hoa Dân Quốc (Đài Loan). Bình Trấn giáp với thành phố Trung Lịch ở phía bắc, phía tây giáp với thành phố Dương Mai, phía đông giáp với trấn Đại Khê, phía đông bắc giáp với thành phố Bát Đức và phía nam giáp với hương Long Đàm.

## Lịch sử
Bình Trấn ban đầu được thành lập vào thời Đài Loan dưới sự cai trị của nhà Thanh. Vào năm 1920 dưới thời kỳ thuộc Nhật, thành phố được đổi tên thành Bình Trấn. Vào ngày 1 tháng 3 năm 1992, đơn vị hành chính được nâng cấp thành hương đóng vai trò huyện hạt thị thứ ba của huyện Đào Viên đặt tên là thành phố Bình Trấn. Vào ngày 25 tháng 12 năm 2014, nó được nâng cấp thành khu đặt tên là Khu Bình Trấn.

## Hành chính
| Tiếng Việt                   | Chữ Hán                |
| Bình Trấn (平鎮次分區)       | Bình Trấn (平鎮次分區) |
| ---------------------------- | ---------------------- |
| Bình Trấn                    | 平鎮里                 |
| Trấn Hưng                    | 鎮興里                 |
| Long Ân (龍恩次分區)         |                        |
| Long Ân                      | 龍恩里                 |
| Đông Xã                      | 東社里                 |
| Long Hưng                    | 龍興里                 |
| Mậu Dịch                     | 貿易里                 |
| Trung Trinh                  | 忠貞里                 |
| Trung Chính                  | 中正里                 |
| Đông Thế (東勢次分區)        |                        |
| Kiến An                      | 建安里                 |
| Đông Thế                     | 東勢里                 |
| Đông An                      | 東安里                 |
| Tân An                       | 新安里                 |
| Hoa An                       | 華安里                 |
| Sơn Tử Đính (山仔頂次分區)   |                        |
| Trang Kính                   | 莊敬里                 |
| Sơn Phong                    | 山峰里                 |
| Dũng Quang                   | 湧光里                 |
| Dũng Phong                   | 湧豐里                 |
| Dũng An                      | 湧安里                 |
| Phúc Lâm                     | 福林里                 |
| Tống Ốc (宋屋次分區)         |                        |
| Phục Đán                     | 復旦里                 |
| Quảng Hưng                   | 廣興里                 |
| Nghĩa Dân                    | 義民里                 |
| Tống Ốc                      | 宋屋里                 |
| Nghĩa Hưng                   | 義興里                 |
| Quảng Đạt                    | 廣達里                 |
| Quảng Nhân                   | 廣仁里                 |
| Phục Hưng                    | 復興里                 |
| Bình Hưng                    | 平興里                 |
| Bắc Thế (北勢次分區)         |                        |
| Tân Thế                      | 新勢里                 |
| Tân Phú                      | 新富里                 |
| Bắc Thế                      | 北勢里                 |
| Bắc Hưng                     | 北興里                 |
| Bắc Quý                      | 北貴里                 |
| Tân Quý                      | 新貴里                 |
| Bắc Phú                      | 北富里                 |
| Tân Vinh                     | 新榮里                 |
| Kim Lăng                     | 金陵里                 |
| Bắc An                       | 北安里                 |
| Bắc Hoa                      | 北華里                 |
| Tân Anh                      | 新英里                 |
| Nam Thế (南勢次分區)         |                        |
| Nam Thế                      | 南勢里                 |
| Kim Tinh                     | 金星里                 |
| Bình An                      | 平安里                 |
| Bình Nam                     | 平南里                 |
| Song Liên Pha (雙連坡次分區) |                        |
| Song Liên                    | 雙連里                 |
| Cao Song                     | 高雙里                 |